# Gaston Briart
Gaston Briart, belgijski geolog in inženir, * 26. oktober 1897, † 13. junij 1962, Bruselj, Belgija.
Po njem je poimenovan mineral briartit.
Tudi njegov stari oče, Alphonse Briart, je bil geolog.